# Kurt Tschenscher
Kurt Tschenscher (n. 5 octombrie 1928, Hindenburg (azi Zabrze), Polonia - d. 13 august 2014) a fost un fotbalist și arbitru german. Kurt era considerat prin anii 1960 unul dintre cei mai buni arbitri din lume. El a condus 53 de meciuri internaționale, două finale pentru Cupa Europeană, și 126 de meciuri naționale de fotbal.

## Date biografice
După ce a fost lăsat liber din prizonieratul american, vine din Austria la Mannheim, unde a jucat în echipa locală de fotbal. Deja în anul 1948 promovează examenul pentru arbitri. Din 1958 este arbitru FIFA și arbitrează pentru prima oară un meci național. El arbitrează în 1962 finala pentru Cupa Europei, meci dispuat de echipele Atlético Madrid și AC Fiorentina. Peste un an arbitrează meciul final din campionatul german, dintre Borussia Dortmund și FC Köln. Urmează să arbitreze în 1967 finala pentru cupa europeană, meci disputat in Lisabona, între Celtic Glasgow și Inter Milano. Până în 1975 a fost arbitru activ, el a fost nominalizat pentru finalele Campionatului Mondial din Anglia (1966), Mexic (1970) și Germania (1974). A fost o cinste pentru Kurt Tschenscher în 1970 să arbitreze meciul de deschidere a Campionatul Mondial din Mexic. Unul dintre meciurile dificile de arbitrat a fost între Olanda și Brazilia, când a fost nevoit după un fault deosebit de brutal, să arate cartonașul roșu căpitanului echipei Braziliei, Luís Pereira. În 1972 a arbitrat în München finala campionatului olimpic, dintre Polonia și Ungaria, iar în 1973 finala pentru Cupa Germaniei, disputat de FC Köln și Borussia Mönchengladbach, când Günter Netzer a marcat golul său legendar. Ulterior a lucrat ca funcționar la clubul sportiv din Mannheim. Pentru meritele sale deosebite i s-a acordat "Bundesverdienstkreuz"              (Crucea federală de Merit a Germaniei).